# 亚历山德罗斯·泽米斯
亚历山德罗斯·扎伊米斯（希臘語：Αλέξανδρος Ζαΐμης，1855年11月9日—1936年9月15日），是希腊政治家、外交官和律师，历任希腊王国总理、内政大臣、司法大臣以及克里特岛高级专员。作为温和的立宪君主派人士，他曾六次组阁出任总理，同时也是希腊第二共和国时期的最后一任总统。

## 文献来源
- Svolopoulos, Konstantinos. . Panagiotakis, Nikolaos M.  (编).  II. Vikelea Library, Association of Regional Associations of Regional Municipalities. 1988: 459–492 （Greek）.
- . . 1920.